# Pile poil (film)
Pour plus de détails, voir Fiche technique et Distribution.
Pile poil (An Everlasting Piece) est un film américain réalisé par Barry Levinson, sorti en 2000.

## Synopsis
À Belfast, dans les années 1980. Colin est un catholique, George est un protestant féru de poésie. Alors qu'ils devraient être ennemis, ils décident de s'associer en affaires et persuadent Scalper, un vendeur de perruques, de leur léguer son commerce.

## Fiche technique
Sauf indication contraire, les informations mentionnées dans cette section peuvent être confirmées par les bases de données cinématographiques IMDb et Allociné,  présentes dans la section « Liens externes ».
- Titre original : An Everlasting Piece
- Titre français : Pile poil
- Réalisation : Barry Levinson
- Scénario : Barry McEvoy
- Musique : Hans Zimmer
- Direction artistique : Mark Lowry et Padraig O'Neill
- Décors : Nathan Crowley
- Costumes : Joan Bergin
- Photographie : Seamus Deasy
- Son : Kieran Horgan, Tom Johnson
- Montage : Stu Linder
- Production : Louis DiGiaimo, Mark Johnson, Barry Levinson, Jerome O'Connor et Paula Weinstein
  - Production déléguée : Patrick McCormick
  - Production associée : Blair Daily
  - Coproduction : Tiffany Daniel, Lou DiGiaimo Jr., James Flynn et Morgan O'Sullivan
- Sociétés de production : Baltimore Spring Creek Productions, Bayahibe Films Ltd. et Dreamworks Pictures
- Sociétés de distribution : DreamWorks Distribution (États-Unis) ; Columbia TriStar Films (Belgique, France)
- Budget : 14 millions de $[1],[2]
- Pays de production :  États-Unis
- Langue originale : anglais
- Format : couleur (Technicolor) — 35 mm — 1,85:1 — son : DTS / Dolby Digital / SDDS
- Genre : comédie
- Durée : 103 minutes
- Dates de sortie[3] :
  - États-Unis : 25 décembre 2000 (sortie limitée)
  - France : 20 février 2002 (sortie en DVD)[4]
- Classification[5] :
  - États-Unis : les enfants de moins de 17 ans doivent être accompagnés d'un adulte (R – Restricted)[N 1]
  - France : tous publics
  - Belgique : potentiellement préjudiciable jusqu'à 12 ans (Mogelijk schadelijk voor kinderen onder de 12 jaar)[6]
  - Québec : tous publics - déconseillé aux jeunes enfants (G - General Rating)[7]

## Distribution
- Barry McEvoy (en) : Colm
- Brían F. O'Byrne : George
- Anna Friel : Bronagh
- Pauline McLynn : Gerty
- Laurence Kinlan : Mickey
- Billy Connolly : Scalper
- Enda Oates : inspecteur

## Production

### Genèse et développement
Le scénariste Barry McEvoy s'est en partie inspiré du métier de son père vendeur de toupet.

### Tournage
Le tournage a eu lieu à Belfast et Dublin.

## Accueil

### Box-office
Le film n'a engendré que 75 228 $ de recettes aux États-Unis, pour un budget d'environ 14 millions de dollars.

## Nomination
- World Soundtrack Awards 2001 : compositeur de la bande originale de l'année pour Hans Zimmer[10]

## Éditions en vidéo
En France, le film Pile poil est sorti en DVD le 20 février 2002, puis ressorti en DVD le 8 juillet 2003.